# Alan van Sprang
Alan van Sprang (Calgary, 19 de junho de 1971) é um ator canadense, mais conhecido por desempenhar o papel de Sir Francis Bryan na série The Tudors e por aparecer no filme ...Dead de George A. Romero. Conta com cerca de 60 desempenhos ao longo da sua carreira, iniciada em 1994. Interpretou o rei Henry II, na série televisiva Reign do canal americano The CW Television Network. Trabalhou na série Shadowhunters interpretando  Valentine Morgenstern, e em 2018 ingressou na segunda temporada da série de televisão americana Star Trek: Discovery, interpretando o Capitão Leland da Seção 31, cujo personagem foi possuído pela entidade chamada Controle, sendo destruído no último episódio da temporada pela Imperatriz Terráquea do Universo Espelho Philippa Georgiou Augustus Iaponius Centarius.